# Бубнов Андрій Сергійович

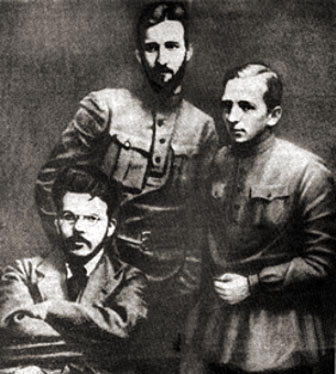
Члени Всеукраїнського центрального військово-революційного комітету Володимир Затонський, Юрій Коцюбинський і Андрій Бубнов. 1918 рік

Бубно́в Андрі́й Сергі́йович (22 березня [3 квітня] 1884, Іваново-Вознесенськ, Російська імперія — розстріляний 1 серпня 1938, Розстрільний полігон «Комунарка», Московська область, Російська РФСР, СРСР) — російський революціонер, радянський партійний, державний і військовий діяч, секретар ЦК РКП(б). Партійні псевдоніми — Хімік, Яків. Літературні псевдоніми — А. Глотов, С. Яглов, А. Б. та інші. Член ЦК КП(б)У в липні — жовтні 1918, березні 1919 — березні 1920 року. Член Політичного бюро ЦК КП(б)У з 6 березня 1919 по 17 березня 1920 року. Кандидат у члени ЦК РКП(б) у 1912—1917, 1919—1920 та 1922—1924 роках. Член ЦК ВКП(б) у 1917—1918 та 1924—1937 роках. Член Вузького (Політичного) бюро ЦК РСДРП(б) з серпня по грудень 1917 року. Член Організаційного бюро ЦК ВКП(б) з 2 червня 1924 по 26 січня 1934 року. Кандидат у члени Секретаріату ЦК ВКП(б) з 1 січня 1926 по 26 червня 1930 року.
Жертва сталінських репресій.

## Біографія
Народився в родині купця, керуючого тестильної фабрики. У 1903 році закінчив реальне училище в Іваново-Вознесенську. Навчався в Московському сільськогосподарському інституті. 1908 року виключений з інституту як неблагонадійний.
Член РСДРП(б) з листопада 1903 року.
Вів нелегальну роботу серед текстильників Іваново-Вознесенська, в Москві, Нижньому Новгороді, Санкт-Петербурзі, Самарі. У 1905 році був заарештований, невдовзі звільнений.
У 1906 році був членом Іваново-Вознесенського комітету РСДРП9б), у 1907 році — Московського обласного бюро РСДРП(б). З 1908 року — член обласного бюро РСДРП Центрального промислового району. Арештовувався в 1908, 1910 і 1913 роках.
Працював у різних закладах статистики, вів підпільну революційну роботу в Шуї, селі Кохмі Шуйського повіту, Харкові, Полтаві, Самарі. Наприкінці 1916 року заарештований, засланий в село Казачинське Красноярського повіту Єнісейської губернії. У березні 1917 року амністований.
У квітні — жовтні 1917 року — член Московського обласного бюро РСДРП(б), член президії Московської ради. У жовтневі дні 1917 року — член Політбюро ЦК РСДРП(б) і Військово-революційного партійного центру по керівництву збройним повстанням, член Петроградського Військово-революційного комітету (ВРК), керівник Польового штабу Петроградського ВРК.
У листопаді 1917 — березні 1918 року — член колегії Народного комісаріату шляхів сполучення РРФСР, комісар залізничних вокзалів, комісар залізниць на півдні Росії.
У 1918 році долучився до «лівих комуністів». На VII з'їзді РКП(б) у березні 1918 року виступив проти Брестського миру. У березні — квітні 1918 року — народний секретар господарських справ України. З квітня 1918 року — член Бюро по керівництву повстанською боротьбою в тилу ворога в Україні. У 1918 році — член ЦК КП(б) України. У липні — вересні 1918 року — голова Всеукраїнського Центрального військово-революційного комітету.
З жовтня 1918 по лютий 1919 року — член Київського підпільного комітету КП(б) України, голова Київських підпільних обласного і міського виконкомів, голова Київського ревкому. З січня по вересень 1919 року — народний комісар внутрішніх справ Української РСР. Одночасно з 6 лютого 1919 року — голова виконавчого комітету Київської ради робітничих депутатів, а з березня 1919 року, після злиття міського та губернського виконкомів — голова Президії Київського губвиконкому. З березня 1919 по березень 1920 — член ЦК КП(б) України, член Політбюро ЦК КП(б) України. Член Реввійськради Українського фронту з 15 квітня по 4 червня 1919 року. З серпня 1919 по вересень 1920 — член Ради Оборони Української СРР.
У квітні 1919 року був одним із керівників операції з жорстокого придушення Куренівського повстання проти більшовиків у Києві.
У 1920 — 1921 роках — начальник Головного управління текстильних підприємств ВРНГ РРФСР, член Бюро Московського комітету РКП (б). У березні 1921 року був учасником придушення Кронштадтського заколоту.
У 1921 році — член Революційно-військової ради (РВР) 1-ї Кінної армії, в 1921–1922 роках — член РВР Північно-Кавказького військового округу, член Південно-Східного бюро ЦК РКП(б), в 1921—1922 роках примикав до внутрішньопартійної «Групи демократичного централізму» («децистів»).
З травня 1922 по лютий 1924 року — завідувач Агітаційно-пропагандистського відділу ЦК РКП(б).
З 2 лютого 1924 по 1 жовтня 1929 року — начальник Політичного управління РСЧА і одночасно відповідальний редактор газети «Красная звезда».
30 квітня — 18 грудня 1925 року — секретар ЦК РКП(б).
12 вересня 1929 — жовтень 1937 року — народний комісар освіти РРФСР.
17 жовтня 1937 року заарештований. 1 серпня 1938 року військовою колегією Верховного суду СРСР засуджений до розстрілу і того ж дня розстріляний на полігоні «Комунарка».
Реабілітований 14 березня 1956 року, посмертно поновлений в членах КПРС 22 березня 1956 року.

## Нагороди
Нагороджено орденом Леніна та орденом Червоного Прапора.

## Пам'ять
На честь Андрія Бубнова в 1962—2015 роках була названа вулиця в Голосіївському районі міста Києва.